# Roberto Miranda
Roberto Lopes de Miranda eller bare Roberto (født 31. juli 1944 i São Gonçalo, Brasilien) er en tidligere brasiliansk fodboldspiller (angriber), der med Brasiliens landshold vandt guld ved VM i 1970 i Mexico. Han spillede to af brasilianernes kampe under turneringen, heriblandt kvartfinalesejren over Peru. I alt nåede han at spille tolv landskampe og score seks mål.
Roberto spillede på klubplan for tre af landets store klubber, Botafogo, Flamengo og Corinthians. Længst tid tilbragte han hos Botafogo, hvor han blandt andet var med til at vinde to statsmesterskaber i Rio de Janeiro.